# Zandsterrenkijkers
Zandsterrenkijkers (Dactyloscopidae) zijn een familie van baarsachtige vissen. Alle vissen uit deze familie zijn zoutwatervissen en ze worden aangetroffen in gematigde tot tropische wateren in Noord- en Zuid-Amerika. Sommige soorten gedijen ook in brak water. Er worden 44 soorten in negen geslachten onderscheiden, waarvan Dactylagnus mundus, met 15 centimeter lengte, de grootste is. De overige soorten zijn allemaal kleiner dan 10 centimeter.

## Beschrijving
De zandsterrenkijkers zijn zo genoemd vanwege de uitpuilende ogen bovenop hun kop. Hun grote bek is ook naar boven gericht. Het lichaam is langgerekt. De rugvin van deze vissen is lang en niet altijd ononderbroken, met 7 tot 23 stralen. De aarsvin heeft 21-41 zachte stralen. De basis ervan is ongeveer even lang als die van de rugvin. De buikvinnen zitten achter de keel en bezitten één straal.

## Leefwijze
Zoals de naam al suggereert, wachten de vissen, ingegraven in een zandige bodem, op een prooi. Alleen de ogen, snuit en bek zijn gewoonlijk zichtbaar. De vissen leven in ondiep (< 10 meter) water en ze voeden zich met kleine ongewervelden en vissen.

## Etymologie
De naam Dactyloscopidae komt van de Griekse woorden daktylos, dat "vinger" betekent (verwijzend naar de scheiding tussen bek en operculum), en skopein, dat "zien" betekent.

## Geslachten
- Dactylagnus T. N. Gill, 1863
- Dactyloscopus T. N. Gill, 1859
- Gillellus C. H. Gilbert, 1890
- Heteristius G. S. Myers & Wade, 1946
- Leurochilus J. E. Böhlke, 1968
- Myxodagnus T. N. Gill, 1861
- Platygillellus C. E. Dawson, 1974
- Sindoscopus C. E. Dawson, 1977
- Storrsia C. E. Dawson, 1982

## Referentie
- (en)  (en) Dactyloscopidae. FishBase. Ed. Rainer Froese and Daniel Pauly. May 2005 version. N.p.: FishBase, 2005.